# Gör det igen
Gör det igen släpptes den 11 november 2004 och är ett album av det svenska dansbandet Streaplers.

## Låtlista
1. Vill du bli min
2. Ögon blå
3. Kan hon bli min
4. Om du bara svarar ja
5. Vänta lite
6. Gör det igen
7. Min barndoms grönne dal
8. Se på mig sån är jag
9. Hennes dagbok
10. Då får vi solsken igen
11. Lika bra som jag
12. Stanna kvar
13. Känslan från igår
14. Min egen virvelvind
15. Ma-Ma-Maria
16. Adios mi vida

## Listplaceringar
| Lista (2004) | Topplacering |
| ------------ | ------------ |
| Sverige      | 57           |